# Spokane (Dakota del Sud)
Spokane è una città fantasma degli Stati Uniti d'America della contea di Custer nello Stato del Dakota del Sud. Era un campo di estrazione mineraria nelle Colline Nere.

## Geografia fisica
Spokane si trovava nelle Colline Nere, 16 miglia ad est di Custer.

## Origini del nome
Spokane prendeva il nome dall'omonima città nello Stato di Washington, attraverso una miniera d'argento locale.

## Storia
Spokane era originariamente destinata ad essere una città mineraria dell'oro, ma la miniera di Spokane produceva anche argento, piombo, berillo, rame, mica, ematite, grafite e zinco. Sia la città che la miniera furono fondate nel 1890. Il 1927 era uno degli anni migliori della città, quando i profitti della città ammontavano a 144.742 dollari. La città investì questo denaro in una scuola, e diversi nuovi minatori arrivarono nell'area. La miniera presto cominciò a fallire e fu chiusa nel 1940. Da questo decennio la città era già abbandonata. Negli anni 1950, alcune compagnie tentarono di riaprire la miniera senza successo. Gli edifici della miniera alla fine furono bruciati e altri che erano considerati sicuri furono distrutti dallo United States Forest Service. Un vigile rimase nella città fino alla metà degli anni 1980 e dopo di che la città era ufficialmente abbandonata.
I resti della città includono la scuola, alcune vecchie automobili, una cantina radicale e alcune fondamenta.